# Linn Township (comté de Dent, Missouri)
Linn Township est un ancien township du comté de Dent dans le Missouri, aux États-Unis,.
Le township est fondé en 1866 et baptisé en référence aux tilleuls (en anglais : linden tree).

## Source de la traduction
- (en) Cet article est partiellement ou en totalité issu de l’article de Wikipédia en anglais intitulé « Linn Township, DeKalb County, Missouri » (voir la liste des auteurs).